# Coleman Mellett
Coleman Mellett (27 mei 1974 - 12 februari 2009) was een Amerikaanse jazz-gitarist.
Mellett studeerde aan William Patterson University en Manhattan School of Music in New York. Hij speelde mee op albums van The Sugarman 3, Delegates, Genesis of Groove, Ben Dixon en Eddie Landsberg. In 1999 werd hij lid van de band van trompettist Chuck Mangione. Mellett was getrouwd met jazzzangeres Jeanie Bryson, een dochter van Dizzy Gillespie. Mallett werkte mee aan opnames van haar album 'Deja Blue'(2001). Van Mellett kwam in 2007 een solo-album met Latin-invloeden uit.   
Op 13 februari 2009 kwam hij met medebandlid Gerry Niewood en tientallen anderen om het leven toen het vliegtuig waarin hij naar Buffalo (New York) vloog (Continental Airlines-vlucht 3407) neerstortte. De volgende dag zou hij met Mangione en het Buffalo Philharmonic Orchestra een concert geven.

## Discografie
- Natural High, 2007